# Altas capacidades intelectuales
El término altas capacidades intelectuales se utiliza para referirse a las capacidades intelectuales potenciadas de carácter innato de una persona o niño. Éstas potencian otras múltiples características propias de la individualidad y diversidad de la persona. No obstante, la mayoría de las personas con altas capacidades intelectuales poseen algunas características comunes. 
Se utiliza las siglas ACI para referirse a las mismas. 
También se suele usar como sinónimo el término Altas Capacidades (AC o AACC). En países de habla inglesa, el término utilizado es "gifted", referencia lingüística traducida al Español que implica que la persona de tales capacidades las recibió de origen divino, tal como un regalo.

## Identificación
La identificación formal de las altas capacidades intelectuales (ACI) en una persona es realizada por un psicólogo especialista o una psicopedagoga, a través de la realización de una batería de test, entre los cuales, uno o varios test de inteligencias y sus respectivas escalas de referencia. Sin embargo, pueden identificarse dos aspectos interrelacionados: el psicológico y el psicopedagógico. 

### Sobreexcitabilidades
Las personas con ACI suelen caracterizarse por una sensibilidad extrema o varias de ellas frente a diversos estímulos. El psicólogo y psiquiatra polaco Kazimierz Dabrowski describe este tipo de naturaleza como "sobreexcitabilidades” o “extrasensibilidades". 
Las sobreexcitabilidades (SE) son intensidades innatas que indican una alta capacidad de respuesta a los estímulos externos o internos.
Una persona puede poseer una o más de éstas. “Aquel que manifiesta varias formas de SE ve la realidad de una manera diferente, más fuerte y desde más puntos de vista”
Dabrowski identificó cinco áreas de intensidad: Psicomotriz, Sensitiva, Intelectual, Imaginativa y Emocional.

## Doble excepcionalidad
El término doble excepcionalidad fue acuñado por James J. Gallagher para denotar a los estudiantes que poseen altas capacidades intelectuales y a la vez, algún trastorno o discapacidad. Sin embargo, las estrategias de identificación y programas siguen siendo ambiguos. Por ejemplo, suelen diagnosticarse ACI con Savant o ACI con Asperger. También se puede dar un caso muy común que son las altas capacidades con TDAH

## Dificultades inherentes a las altas capacidades intelectuales

### Evidencia empírica
El consenso científico vigente es que no hay evidencia de asociaciones comprobadas entre altas capacidades intelectuales y trastornos mentales

### Síndrome de disincronía
Los niños con altas capacidades intelectuales suelen desarrollarse psicológicamente de forma asincrónica.
El desarrollo de sus mentes suele estar más avanzado que su crecimiento físico, y las funciones específicas cognitivas y emocionales suelen estar en desfase en los diferentes momentos del desarrollo.
Los niños de altas capacidades pueden avanzar más deprisa por los estadios del desarrollo cognitivo, establecidos por psicólogos evolutivos post-freudianos como Jean Piaget. 

### Problemas emocionales o trastornos de personalidad
Un estudio de 2022, hecho sobre la información clínica de 236,273 pacientes del Reino Unido, demostró que los individuos con altos niveles de inteligencia no presentan mayor propensión a desórdenes mentales, e incluso los altos niveles de inteligencia funcionan como "factor protectivo" ante la ansiedad y el estrés postraumático.

## Centros especializados en altas capacidades a nivel mundial

### África

#### Nigeria
- The Federal Government Academy, Suleja, Niger State (Centre for the Gifted and Talented)

#### Sudáfrica
- Radford House[10] es una pequeña escuela privada localizada en Fairland, Johannesburgo.

### Asia

#### Hong Kong
- The Hong Kong Academy for Gifted Education (HKAGE)

#### Irán
- National Organization for Development of Exceptional Talents
  - Negaresh School
  - Farzanegan School
  - Shahid Beheshti, Sabzevar
  - Shahid Soltani School
  - Sheikh Morteza Ansari school

#### Jordania
- The Jubilee School
- King's Academy

#### Corea del Sur
- Daegu Science High School
- Gyeonggi Science High School
- Korea Science Academy of KAIST
- KAIST Global Institute for Talented Education (GIFTED)
- KEDI National Research Center for Gifted and Talented Education (NRCGTE)
- Seoul National University Science-gifted Education Center
- Seoul Science High School
- Incheon Academy of Science and Arts

#### República Popular China
- Special Class for the Gifted Young of University of Science and Technology of China

#### Singapur
- Gifted Education Programme

#### Malaysia
- National Gifted and Centre (Malaysia) National University of Malaysia (UKM, Bangi

### Europa

#### Austria
- Sir-Karl-Popper-Schule, Viena

#### República Checa
- Talnet

#### España
- Sin Límites , Zaragoza
- Asociación de Altas Capacidades Marbella, San Pedro y Estepona (Ignacio García-Valiño) ACM, Marbella
- Asociación de Altas Capacidades de Álava
- Asociación Valenciana de Apoyo a las Altas Capacidades (AVAST), Valencia
- Programa Integral de Altas Capacidades (PIPAC). Universidad de La Laguna (ULL) Tenerife
- Atlas, Programa de Enriquecimiento Especifico Para Niños de Altas Capacidades (PEAC), Asociación Kidsdays, Islas Baleares.

#### Dinamarca
- Mentiqa schools

- The Academy for Talented Youth

#### Alemania
- Landesgymnasium St Afra for gifted students
- Landesgymnasium für Hochbegabte Schwäbisch Gmünd

#### Grecia
- CTY Greece at Anatolia College

#### Noruega
- Mentiqa-school at Slottsfjellskolen, Tønsberg, County of Vestfold (Awaiting approval from The Norwegian Directorate for Education and Training)[11]

#### Polonia
- Polish Children's Fund

#### República de Irlanda
- Centre for the Talented Youth of Ireland

#### Serbia
- Matematička Gimnazija
- Petnica Science Center

#### Reino Unido
- National Association for Gifted Children

### América del Norte

#### Canadá
Alberta
- G.A.T.E.
- Westmount Charter School

British Columbia
- Choice School for the Gifted and Exceptional
- MACC (Multi Age Cluster Class)
- University Transition Program

Ontario
- Academy for Gifted Children
- Bell High School
- Bridlewood Community Elementary
- Cedarview Middle School
- Crosby Heights Public School
- Don Mills Collegiate Institute
- Earl Haig Secondary School
- Glashan Public School
- Glenforest Secondary School
- Greenbank Middle School
- Lisgar Collegiate Institute
- Lorne Park Secondary School
- Markham District High School
- Martingrove Collegiate Institute
- Merivale High School
- Mutchmor Public School
- Northern Secondary School
- O'Neill Collegiate and Vocational Institute
- Richmond Hill High
- Roy H. Crosby Public School
- The Woodlands School
- Thornhill Secondary School
- Vincent Massey Secondary School
- Western Technical-Commercial School
- William Berczy Public School
- William Lyon Mackenzie Collegiate Institute
- Woburn Collegiate Institute
- Zion Heights Junior High School

Quebec
- Centennial Regional High School

Saskatchewan
- Walter Murray Collegiate Institute
- Bedford Road Collegiate Institute

#### Estados Unidos
Alabama
- Alabama School of Mathematics and Science

Arizona
- Flex Center
- Alhambra Elementary School District

California
- G.A.T.E.
- Education Program for Gifted Youth, Stanford University
- Early Entrance Program, Los Ángeles, California
- Johns Hopkins Center for Talented Youth
- MCP Middle and High School, Santa Cruz, California
- Schooling For Life, Pasadena, California

Colorado
- Rocky Mountain Talent Search, University of Denver, The Logan School for Creative Learning

Connecticut
- Flex School for Gifted and 2E Children, New Haven
- Jewish High School of Connecticut Gifted Program

Florida
- Pine View School, Osprey

Indiana
- Indiana Academy for Science, Mathematics, and Humanities

Illinois
- Office of Academic Enhancement, Chicago Public Schools
- Center for Talent Development, Northwestern University
- Illinois Mathematics and Science Academy

Kentucky
- Center for Gifted Studies, Western Kentucky University
  - Summer Program for Verbally and Mathematically Precocious Youth
- Gatton Academy
- Liberal Arts Academy at Henry Clay High School

Louisiana
- Louisiana School for Math, Science, and the Arts

Maryland
- Center for Talented Youth, Johns Hopkins University

Massachusetts
- Acera School
- Boston Leadership Institute[12]
- Simon's Rock College of Bard

Michigan
- The Roeper School

Mississippi
- Mississippi School for Mathematics and Science

Nevada
- Davidson Institute for Talent Development

New Jersey
- Flex School for Gifted and 2E Children, Fanwood

New York
- The Anderson School
- Frederick Law Olmsted School
- Hunter College High School
- Special Music School
- Henry Viscardi School

North Carolina
- North Carolina School of Science and Mathematics
- Talent Identification Program, Duke University

Ohio
- The Schilling School for Gifted Children
- Menlo Park Academy, Cleveland Ohio

South Carolina
- Palmetto Scholars Academy, South Carolina Charter School

Texas
- School for the Talented and Gifted
- Texas Academy of Mathematics and Science, University of North Texas
- Texas Academy of Leadership in the Humanities, Lamar University

Virginia
- Center for Gifted Education, College of William & Mary
- Program for the Exceptionally Gifted, Mary Baldwin College

Washington
- Open Window School, Bellevue, WA

### Pacífico Sur

#### Australia
New South Wales
- Gifted Education Research, Resource and Information Centre (GERRIC), The University of New South Wales
- Selective school: Government high schools where students are admitted based on academic merit.
- Gifted and Talented Program, Macquarie University
- University of New England - gifted programs at undergraduate, Masters level, Graduate Certificate and Research at PhD and Doctoral level (en línea).

Queensland
- Queensland Association for Gifted and Talented Children[13]

South Australia
- Ignite programme, Department of Education and Children's Services
- Australian Science and Mathematics School

#### Filipinas
- Philippine Science High School
- Regional Science High School
- ESEP High Schools

### América del Sur

#### Brasil
- Centro para Desenvolvimento do Potencial e Talento

#### Ecuador
- Centro Ecuatoriano para el Desarrollo del Alto Potencial- CEDAP

#### El Salvador C.A.
- Fundación Altas Capacidades de El Salvador

#### Perú
- CODIGGO - Altas Capacidades Perú
- Instituto Peruano de Altas Capacidades
- Centro Nacional de Identificación y Atención de Altas Capacidades
- Programa de Atención Educativa para Niños con Facultades Talentosas Sobresalientes (PAENFTS)
- Programa de Atención No Escolarizada al Talento y Superdotación (PANETS)

## Asociaciones para personas con altas capacidades

### América

#### Estados Unidos
- The Triple Nine Society.

#### México
- Mensa México.

#### Perú
- Mensa Perú.

Chile
- Be Gifted

Argentina
Asociación Civil Altas Capacidades Argentina
España
ASAC (Asociación de Altas Capacidades de Galicia)